# Torres de Barbués
Torres de Barbués è un comune spagnolo di 358 abitanti situato nella comunità autonoma dell'Aragona.